# Tour de Flandes 1967
El Tour de Flandes 1967 va ser la 51a edició del Tour de Flandes. La cursa es disputà el 2 d'abril de 1967, amb inici a Gant i final a Merelbeke després d'un recorregut de 245 quilòmetres. El vencedor final fou l'italià Dino Zandegu, que s'imposà a l'esprint al seu company d'escapada, el belga Noël Foré. El també belga Eddy Merckx acabà en tercera posició.

## Classificació final
|    | Ciclista                  | Equip                    | Temps      |
| -- | ------------------------- | ------------------------ | ---------- |
| 1  | Dino Zandegu (ITA)        | Salvarani-Chiorda        | 6h 16' 00" |
| 2  | Noël Foré (BEL)           | Goldor-Gerka             | m. t.      |
| 3  | Eddy Merckx (BEL)         | Peugeot-BP-Michelin      | + 20"      |
| 4  | Felice Gimondi (ITA)      | Salvarani-Chiorda        | m. t.      |
| 5  | Barry Hoban (GBR)         | Mercier-BP-Hutchinson    | m. t.      |
| 6  | Willy Monty (BEL)         | Pelforth-Sauvage-Lejeune | m. t.      |
| 7  | Guido Reybrouck (BEL)     | Romeo-Smiths             | + 30"      |
| 8  | Herman van Springel (BEL) | Mann-Grundig             | m. t.      |
| 9  | Jan Janssen (NED)         | Pelforth-Sauvage-Lejeune | m. t.      |
| 10 | Gerben Karstens (NED)     | Televizier-Batavus       | m. t.      |